# Włodzimierz Michaluk
Włodzimierz Michaluk (ur. 30 stycznia 1932 w Ogrodnikach, województwo białostockie, zm. 28 marca 2019 w Łomży) – polski działacz partyjny i państwowy, inżynier rolnik, w latach 1981–1986 I sekretarz Komitetu Wojewódzkiego PZPR w Łomży.

## Życiorys
Syn Onufrego i Nadziei, pochodzi z rodziny chłopskiej. Zdobył wykształcenie wyższe rolnicze. Wstąpił do Polskiej Zjednoczonej Partii Robotniczej. Działał w radach narodowych różnego szczebla, został m.in. wiceprzewodniczącym Prezydium Wojewódzkiej Rady Narodowej w Białymstoku. W latach 1958–1967 był sekretarzem i I sekretarzem Komitetu Powiatowego PZPR w Bielsku Podlaskim. W 1975 wybrany sekretarzem i członkiem egzekutywy Komitetu Wojewódzkiego PZPR w Łomży. Od 21 czerwca 1981 do 8 stycznia 1986 pełnił funkcję I sekretarza KW PZPR w Łomży. Po rezygnacji ze stanowiska w 1986 przeszedł na placówkę dyplomatyczną.
18 stycznia 1958 zawarł w Charkowie związek małżeński z Ludmiłą, w 2008 świętował 50-lecie małżeństwa.